# 北横涧虞国墓地
北横涧虞国墓地位于中国山西省运城市平陆县张店镇横涧村北横涧自然村西。

## 保护
2021年8月4日，北横涧虞国墓地公布为第六批山西省文物保护单位，古墓葬类，年代为周，编号6-41。	